# Peliococcus lycicola
Peliococcus lycicola är en insektsart som beskrevs av Tang 1992. Peliococcus lycicola ingår i släktet Peliococcus och familjen ullsköldlöss. Inga underarter finns listade i Catalogue of Life.